# Västra Njudungs kontrakt
Västra Njudungs kontrakt, före 1956 benämnt Västra härads kontrakt, var ett kontrakt av Växjö stift inom Svenska kyrkan i Jönköpings län. Kontraktet upphörde 2012 och de ingående församlingarna överfördes till Njudungs kontrakt. 
Kontraktet sammanföll ytmässigt till stor del med Sävsjö kommun. 
Kontraktskoden var 0611.

## Administrativ historik
Kontraktet omfattade 
- Malmbäcks församling
- Almesåkra församling
- Vrigstads församling som 2006 uppgick i Vrigstad-Hylletofta församling
- Hylletofta församling som 2006 uppgick i Vrigstad-Hylletofta församling
- Norra Sandsjö församling
- Bringetofta församling
- Vallsjö församling som 1947 uppgick i den då bildade Sävsjö församling
- Norra Ljunga församling som 1947 uppgick i Sävsjö församling
- Hjärtlanda församling som 2010 uppgick i Sävsjö församling
- Skepperstads församling som 2010 uppgick i Sävsjö församling
- Stockaryds församling
- Hultsjö församling
- Hjälmseryds församling
- Ödestugu församling som 1962 överfördes till Tveta kontrakt
- Nydala församling som 1981 överfördes till Östbo kontrakt
- Svenarums församling som 1981 överfördes till Östbo kontrakt
- Fröderyds församling som 1992 överfördes till Östra Njudungs kontrakt
- Ramkvilla församling som 1992 överfördes till Östra Njudungs kontrakt
- Bäckaby församling som 1992 överfördes till Östra Njudungs kontrakt